# Associazione Calcio Mantova 1967-1968
Questa pagina raccoglie le informazioni riguardanti l’Associazione Calcio Mantova nelle competizioni ufficiali della stagione 1967-1968.

## Stagione
La squadra mantovana, ancora affidata all'allenatore Giancarlo Cadè, non riesce a ripetere la brillante prestazione della stagione precedente. 
Dopo un inizio di campionato difficile, con una sola vittoria in sette partite, il 12 novembre 1967 all'ottava giornata arriva a Mantova l'Atalanta che viene battuta 1-0 con un gol di Alberto Spelta. Pare la vittoria della riscossa, e invece è l'inizio di una lunga serie di partite senza reti. 
Per ritrovare un gol biancorosso si deve attendere il 18 febbraio 1968, una autorete di Bruno Mazzia del Brescia, nella vittoria esterna virgiliana per 1-0. Si chiude un periodo da incubo, undici partite in bianco con 1059 minuti senza nessuna rete realizzata. 
Al termine del campionato, con solo tredici reti fatte e tre vittorie ottenute in trenta partite, arriva inevitabile l'ultimo posto in classifica e la retrocessione in Serie B. Le quattro reti complessive messe a segno in casa rappresentano tuttora il record negativo assoluto nella Serie A a girone unico.
Anche in Coppa Italia la squadra virgiliana è stata eliminata nel primo turno, perdendo contro il Bologna per 4-0.

## Rosa
| N. |                   | Ruolo | Calciatore         |
| -- | ----------------- | ----- | ------------------ |
|    | Italia (bandiera) | P     | Claudio Bandoni    |
|    | Italia (bandiera) | P     | Sergio Girardi     |
|    | Italia (bandiera) | P     | Giorgio Pellizzaro |
|    | Italia (bandiera) | D     | Mirko Pavinato     |
|    | Italia (bandiera) | D     | Giulio Corsini     |
|    | Italia (bandiera) | D     | Ubaldo Spanio      |
|    | Italia (bandiera) | D     | Piero Scesa        |
|    | Italia (bandiera) | D     | Vando Freddi       |
|    | Italia (bandiera) | D     | Rino Ceccardi      |
|    | Italia (bandiera) | C     | Gustavo Giagnoni   |
|    | Italia (bandiera) | C     | Gaetano Salvemini  |
|    | Italia (bandiera) | C     | Biagio Catalano    |
|    | Italia (bandiera) | C     | Ugo Tomeazzi       |

| N. |                    | Ruolo | Calciatore            |
| -- | ------------------ | ----- | --------------------- |
|    | Italia (bandiera)  | C     | Gianni Corelli        |
|    | Italia (bandiera)  | C     | Dante Micheli         |
|    | Italia (bandiera)  | C     | Giorgio Zoff          |
|    | Italia (bandiera)  | C     | Angelo Carrano        |
|    | Italia (bandiera)  | C     | Paolo Ferrari         |
|    | Italia (bandiera)  | A     | Alberto Spelta        |
|    | Italia (bandiera)  | A     | Beniamino Di Giacomo  |
|    | Italia (bandiera)  | A     | Gino Stacchini        |
|    | Brasile (bandiera) | A     | José Ricardo da Silva |
|    | Italia (bandiera)  | A     | Franco Panizza        |
|    | Italia (bandiera)  | A     | Silvino Bercellino    |
|    | Italia (bandiera)  | A     | Aldo Solfanelli       |
|    | Italia (bandiera)  | A     | Sergio Bagatti        |

## Risultati

### Serie A

#### Girone di andata
| Arbitro: | Bernardis (Trieste) |

|                                               |           |                    |
| Spelta 13’ (aut.) De Paoli 78’ Menichelli 81’ | Marcatori | 56’ (rig.) Corelli |

| Mantova 1º ottobre 1967 2ª giornata | Mantova           | 0 – 0 | Inter | Stadio Danilo Martelli\| Arbitro: \| D'Agostini (Roma) \| |
| Arbitro:                            | D'Agostini (Roma) |       |       |                                                           |

| Arbitro: | Toselli (Cormons) |

|                            |           |  |
| Salvi 30’ Cristin 56’, 79’ | Marcatori |  |

| Arbitro: | Picasso (Chiavari) |

|                         |           |                   |
| Mora 5’ Rivera 13’, 35’ | Marcatori | 64’ Bercellino II |

| Arbitro: | Acernese (Roma) |

|             |           |  |
| Corelli 34’ | Marcatori |  |

| Arbitro: | Sbardella (Roma) |

|  |           |          |
|  | Marcatori | 58’ Riva |

| Arbitro: | Vacchini (Milano) |

|               |           |  |
| Gori 43’, 82’ | Marcatori |  |

| Arbitro: | Genel (Trieste) |

|            |           |  |
| Spelta 22’ | Marcatori |  |

| Mantova 26 novembre 1967 9ª giornata | Mantova          | 0 – 0 | Torino | Stadio Danilo Martelli\| Arbitro: \| Di Tonno (Lecce) \| |
| Arbitro:                             | Di Tonno (Lecce) |       |        |                                                          |

| Napoli 3 dicembre 1967 10ª giornata | Napoli               | 0 – 0 | Mantova | Stadio San Paolo\| Arbitro: \| Barbaresco (Cormons) \| |
| Arbitro:                            | Barbaresco (Cormons) |       |         |                                                        |

| Mantova 9 dicembre 1967 11ª giornata | Mantova             | 0 – 0 | Roma | Stadio Danilo Martelli\| Arbitro: \| Lo Bello (Siracusa) \| |
| Arbitro:                             | Lo Bello (Siracusa) |       |      |                                                             |

| Arbitro: | Carminati (Milano) |

|                    |           |  |
| Rozzoni 57’ (rig.) | Marcatori |  |

| Arbitro: | Possagno (Treviso) |

|                           |           |  |
| Amarildo 59’ Maraschi 80’ | Marcatori |  |

| Mantova 7 gennaio 1968 14ª giornata | Mantova           | 0 – 0 | Varese | Stadio Danilo Martelli\| Arbitro: \| Angonese (Mestre) \| |
| Arbitro:                            | Angonese (Mestre) |       |        |                                                           |

| Mantova 14 gennaio 1968 15ª giornata | Mantova       | 0 – 0 | Bologna | Stadio Danilo Martelli\| Arbitro: \| Motta (Monza) \| |
| Arbitro:                             | Motta (Monza) |       |         |                                                       |

#### Girone di ritorno
| Mantova 21 gennaio 1968 16ª giornata | Mantova        | 0 – 0 | Juventus | Stadio Danilo Martelli\| Arbitro: \| Pieroni (Roma) \| |
| Arbitro:                             | Pieroni (Roma) |       |          |                                                        |

| Arbitro: | De Marchi (Pordenone) |

|                                   |           |  |
| Giagnoni 9’ (aut.) Bedin 14’, 51’ | Marcatori |  |

| Arbitro: | Angonese (Mestre) |

|  |           |           |
|  | Marcatori | 80’ Vieri |

| Arbitro: | Picasso (Chiavari) |

|  |           |                     |
|  | Marcatori | 60’ (aut.) Giagnoni |

| Arbitro: | Giunti (Arezzo) |

|  |           |                   |
|  | Marcatori | 38’ (aut.) Mazzia |

| Arbitro: | Bigi (Padova) |

|               |           |                   |
| Riva 42’, 60’ | Marcatori | 69’, 83’ Catalano |

| Arbitro: | Gonella (Torino) |

|            |           |                 |
| Corelli 1’ | Marcatori | 85’ (rig.) Gori |

| Arbitro: | Motta (Monza) |

|                         |           |  |
| Savoldi 27’ Salvori 36’ | Marcatori |  |

| Arbitro: | D'Agostini (Roma) |

|                                          |           |             |
| Ferrini 14’, 78’ Carelli 28’ Facchin 58’ | Marcatori | 7’ Tomeazzi |

| Arbitro: | Angonese (Mestre) |

|  |           |              |
|  | Marcatori | 42’ Bosdaves |

| Arbitro: | Francescon (Padova) |

|                                |           |                         |
| Bandoni 50’ (aut.) Taccola 86’ | Marcatori | 64’ Spelta 66’ Tomeazzi |

| Arbitro: | Sbardella (Roma) |

|  |           |              |
|  | Marcatori | 84’ Stanzial |

| Arbitro: | Bernardis (Trieste) |

|              |           |                                 |
| Tomeazzi 35’ | Marcatori | 61’ Bertini 72’ (rig.) Maraschi |

| Arbitro: | Caligaris (Alessandria) |

|              |           |                          |
| Anastasi 58’ | Marcatori | 59’ (aut.) Dellagiovanna |

| Arbitro: | Michelotti (Parma) |

|           |           |  |
| Perani 6’ | Marcatori |  |

### Coppa Italia
| Arbitro: | Pieroni (Roma) |

|  |           |                                   |
|  | Marcatori | 3’ Pascutti 78’, 80’, 89’ Clerici |

## Statistiche

### Statistiche di squadra
| Competizione | Punti | In casa | In casa | In casa | In casa | In casa | In casa | In trasferta | In trasferta | In trasferta | In trasferta | In trasferta | In trasferta | Totale | Totale | Totale | Totale | Totale | Totale | DR  |
| Competizione | Punti | G       | V       | N       | P       | Gf      | Gs      | G            | V            | N            | P            | Gf           | Gs           | G      | V      | N      | P      | Gf     | Gs     | DR  |
| ------------ | ----- | ------- | ------- | ------- | ------- | ------- | ------- | ------------ | ------------ | ------------ | ------------ | ------------ | ------------ | ------ | ------ | ------ | ------ | ------ | ------ | --- |
| Serie A      | 17    | 15      | 2       | 7       | 6       | 4       | 8       | 15           | 1            | 4            | 10           | 9            | 29           | 30     | 3      | 11     | 16     | 13     | 37     | -24 |
| Coppa Italia |       | 1       | 0       | 0       | 1       | 0       | 4       | -            | -            | -            | -            | -            | -            | 1      | 0      | 0      | 1      | 0      | 4      | -4  |
| Totale       |       | 15      | 2       | 7       | 6       | 4       | 8       | 16           | 1            | 4            | 11           | 9            | 33           | 31     | 3      | 11     | 17     | 13     | 40     | -28 |

### Statistiche dei giocatori
In campionato si aggiungano 2 autoreti a favore.
| Giocatore     | Serie A  | Serie A | Coppa Italia | Coppa Italia | Totale   | Totale |
| Giocatore     | Presenze | Reti    | Presenze     | Reti         | Presenze | Reti   |
| ------------- | -------- | ------- | ------------ | ------------ | -------- | ------ |
| S. Bagatti    | 2        | 0       | -            | -            | 2        | 0      |
| C. Bandoni    | 19       | -19     | 1            | -4           | 20       | -23    |
| S. Bercellino | 5        | 1       | 1            | 0            | 6        | 1      |
| A. Carrano    | 2        | 0       | -            | -            | 2        | 0      |
| B. Catalano   | 23       | 2       | -            | -            | 23       | 2      |
| R. Ceccardi   | 4        | 0       | 1            | 0            | 5        | 0      |
| China         | 2        | 0       | -            | -            | 2        | 0      |
| G. Corelli    | 13       | 3       | 1            | 0            | 14       | 3      |
| B. Di Giacomo | 15       | 0       | 1            | 0            | 16       | 0      |
| P. Ferrari    | 0        | 0       | -            | -            | 0        | 0      |
| V. Freddi     | 10       | 0       | -            | -            | 10       | 0      |
| G. Giagnoni   | 30       | 0       | 1            | 0            | 31       | 0      |
| S. Girardi    | 11       | -17     | -            | -            | 11       | -17    |
| D. Micheli    | 17       | 0       | -            | -            | 17       | 0      |
| F. Panizza    | 1        | 0       | -            | -            | 1        | 0      |
| M. Pavinato   | 23       | 0       | -            | -            | 23       | 0      |
| G. Pellizzaro | 1        | -1      | -            | -            | 1        | -1     |
| G. Corsini    | 0        | 0       | 1            | 0            | 1        | 0      |
| G. Salvemini  | 20       | 0       | 1            | 0            | 21       | 0      |
| P. Scesa      | 24       | 0       | 1            | 0            | 25       | 0      |
| A. Solfanelli | 1        | 0       | -            | -            | 1        | 0      |
| U. Spanio     | 23       | 0       | -            | -            | 23       | 0      |
| A. Spelta     | 28       | 2       | 1            | 0            | 29       | 2      |
| G. Stacchini  | 15       | 0       | -            | -            | 15       | 0      |
| U. Tomeazzi   | 19       | 3       | 1            | 0            | 20       | 3      |
| G. Zoff       | 10       | 0       | 1            | 0            | 11       | 0      |